# Bedford (fordon)
För andra betydelser, se Bedford.

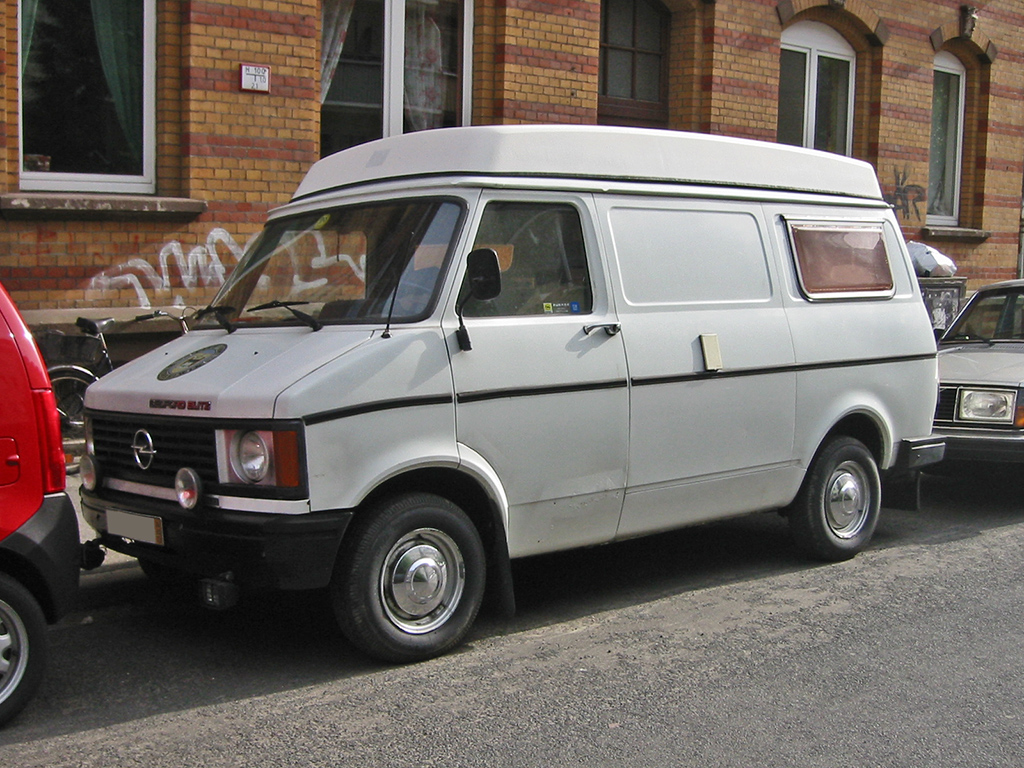
Bedford Blitz

Bedford (Bedford Vehicles) var ett dotterbolag till Vauxhall Motors som i sin tur ingår i General Motors. Vauxhall började tillverka lastbilar under märket Bedford baserade på Chevrolet på 1920-talet. Märket blev framgångsrikt och tillverkade lätta och tunga lastbilar. De första brittiska fordonen av märket Bradford började tillverkas år 1931. Tillverkningen av tunga lastbilar avyttrades till AWD Ltd 1987 men användes fortsatt som märke på lätta lastbilar tillverkade av GM i Europa. Namnet Bedford slutade användas 1991. 
Den lätta lastbilen Bedford CF tillverkades 1969–1988. Den såldes även som Bedford Blitz.

## Modeller

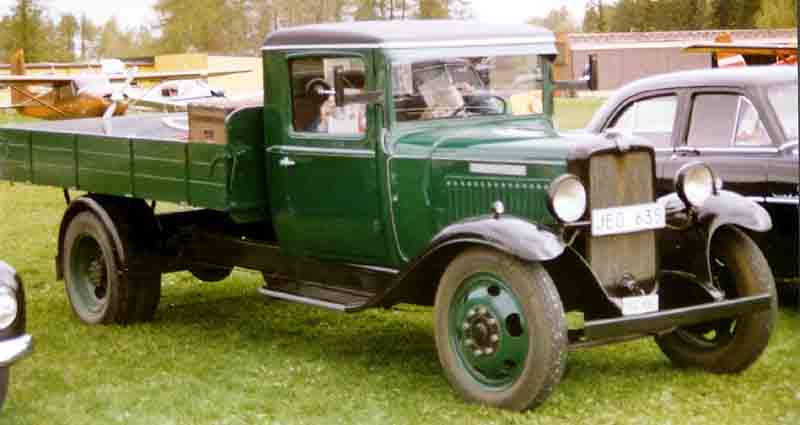
Bedford Six WLG 2.5-ton Lastbil 1932
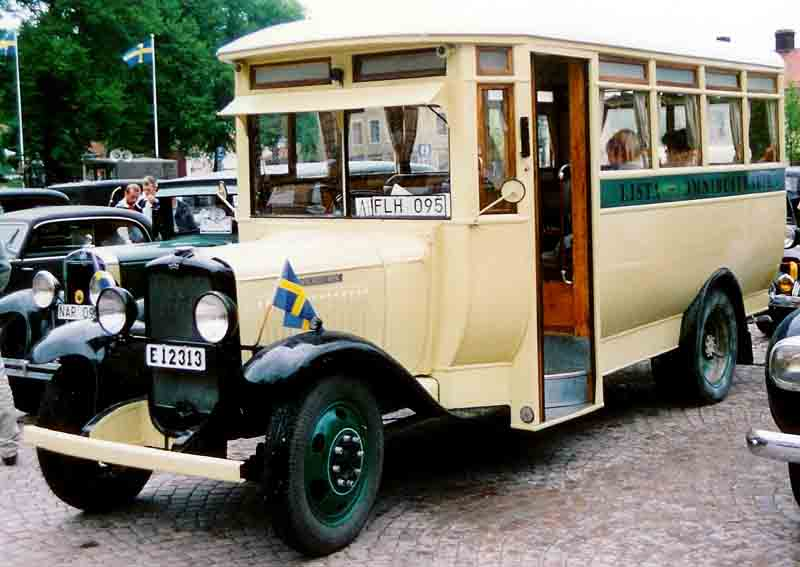
Bedford WLG Buss 1932
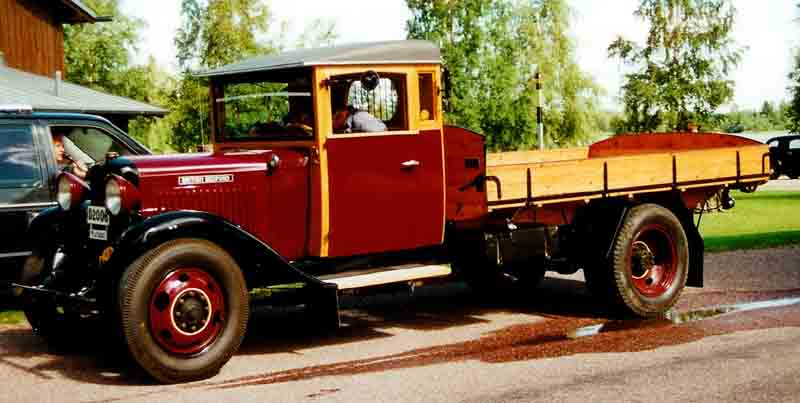
Bedford WLB Lastbil 1933

### Fotnoter
1. ↑  hämtat från: engelskspråkiga Wikipedia.[källa från Wikidata]
2. ↑  ”Commercial Motor” (på engelska). http://archive.commercialmotor.com/article/31st-may-1990/26/retirement-for-bedford-name-vauxhall-is-dropping-t. Läst 18 maj 2019.